# Taça de Portugal de 2011–12
A Taça de Portugal 2011/12 foi a 72.ª edição da Taça de Portugal, vencida pela Académica de Coimbra.
A final foi jogada a 20 de maio de 2012, no Estádio Nacional do Jamor entre a Académica e o Sporting CP, onde a Académica acaba o jogo vencendo por 1 a 0, adicionando a sua segunda Taça de Portugal no palmarés do clube. Foi a primeira vez da "Briosa" no Jamor desde a mítica final de 1969.
Pela vitória na prova a Académica de Coimbra qualificou-se directamente para a fase de grupos da Liga Europa de 2012/13.

## Equipas Participantes

### Liga ZON Sagres
(16 Equipas)
| - Associação Académica de Coimbra – Organismo Autónomo de Futebol - Sport Clube Beira-Mar - Sport Lisboa e Benfica - Gil Vicente Futebol Clube - Clube Desportivo Feirense - Club Sport Marítimo - Clube Desportivo Nacional "da Madeira" - Sporting Clube Olhanense | - Futebol Clube Paços de Ferreira - Futebol Clube do Porto - Rio Ave Futebol Clube - Sporting Clube de Portugal - Sporting Clube de Braga - União Desportiva de Leiria - Vitória Sport Clube "de Guimarães" - Vitória Futebol Clube "de Setúbal" |

### Liga Orangina
(16 Equipas)
| - Futebol Clube de Arouca - Atlético Clube de Portugal - Clube de Futebol Os Belenenses - Clube Desportivo das Aves - Grupo Desportivo Estoril-Praia - Sport Clube Freamunde - Leixões Sport Club - Moreirense Futebol Clube | - Associação Naval 1º de Maio - União Desportiva Oliveirense - Futebol Clube de Penafiel - Portimonense Sporting Clube - Clube Desportivo Santa Clara - Sporting Clube da Covilhã - Clube Desportivo Trofense - Clube Futebol União "da Madeira" |

### Segunda Divisão

#### Norte
(16 Equipas)
| - AD Oliveirense - Carnacha - Chaves - Fafe - Famalicao - Lousada - Macedo Cavaleiros - Maritimo II | - Mereinense - Mirandela - Os Limianos - Ribeira Brava - Ribeirao - Tirsense - Varzim - Vizela |

#### Sul
(16 Equipas)
| - 1° Dezembro - Atletico Reguengos - Caldas - Carregado - Estrela Vendas Novas - Fatima - Juventude Evora - Louletano | - Mafra - Monsanto - Moura - Oriental - Pinhalnovense - Sertanense - Torreense - Tourizense |

#### Centro
| - Aliados Lordelo - Amarante - Anadia - Angrense - Boavista - Cinfaes - Coimbroes - Espinho | - Gondomar - Madalena - Oliveira Bairro - Operario - Padroense - Parades - Sao Joao Ver - Tondela |

## Terceira ronda
Nesta ronda entraram as equipas da Liga Zon Sagres (1º divisão) e os vencedores da segunda ronda. Os jogos foram disputados a 14, 15 e 16 de Outubro de 2011.
| Casa                     | Resultado            | Fora                    |
| ------------------------ | -------------------- | ----------------------- |
| Portimonense (LH)        | 0 – 2                | Benfica (PL)            |
| Pêro Pinheiro (III)      | 0 – 8                | Porto (PL)              |
| 1º de Dezembro (II)      | 1 – 3                | Braga (PL)              |
| Beira-Mar (PL)           | 0 – 1                | Marítimo (PL)           |
| Torreense (II)           | 1 – 0                | Gil Vicente (PL)        |
| Famalicão (II)           | 0 – 2                | Sporting CP (PL)        |
| Sporting de Espinho (II) | 1 – 1 (ap, p. 2 – 4) | S. João de Ver (II)     |
| GD Joane (III)           | 0 – 1                | Gondomar (II)           |
| Penafiel (LH)            | 3 – 2 (ap)           | Merelinense (II)        |
| Portosantense (III)      | 0 – 2                | Ribeira Brava (II)      |
| Académica (PL)           | 1 – 0                | Oriental Lisboa (II)    |
| Macedo Cavaleiros (II)   | 1 – 1 (ap, p. 2 – 4) | Naval (LH)              |
| Trofense (LH)            | 1 – 2 (ap)           | Belenenses (LH)         |
| Aves (LH)                | 4 – 0                | Infesta (III)           |
| Tirsense (II)            | 3 – 1                | Sampedrense (III)       |
| Mirandela (II)           | 1 – 0                | Vitória de Setúbal (PL) |

| Casa                            | Resultado            | Fora                     |
| ------------------------------- | -------------------- | ------------------------ |
| Lamego (III)                    | 1 – 4                | Sporting Covilhã (LH)    |
| Alcochetense (III)              | 2 – 1                | União de Leiria (PL)     |
| Santa Maria (III)               | 1 – 1 (ap, p. 3 – 1) | Monsanto (II)            |
| Feirense (PL)                   | 0 – 1                | Nacional (PL)            |
| Lousada (II)                    | 1 – 0 (ap)           | Coimbrões (II)           |
| Leixões (LH)                    | 1 – 0                | Aljustrelense (III)      |
| Anadia (II)                     | 2 – 3 (ap)           | Tondela (II)             |
| Vizela (II)                     | 2 – 2 (ap, p. 3 – 1) | Fafe (II)                |
| Juventude de Évora (II)         | 2 – 0                | Esperança de Lagos (III) |
| Sporting de Pombal (III)        | 1 – 7                | Oliveirense (LH)         |
| Moreirense (LH)                 | 3 – 1                | Pontassolense (III)      |
| Pampilhosa (III) / Amares (III) | v                    | Olhanense (PL)           |
| Vitória de Guimarães (PL)       | 2 – 1 (ap)           | Moura (II)               |
| Paços de Ferreira (PL)          | 1 – 0                | Chaves (II)              |
| Estoril-Praia (LH)              | 3 – 1                | Vila Meã (III)           |
| Rio Ave (PL)                    | 5 – 2 (ap)           | Sousense (II)            |

## Quarta ronda

### Sorteio
O sorteio para a quarta ronda foi realizado a 24 de Outubro de 2011 pelas 12:00h na sede da Federação Portuguesa de Futebol, situada em Lisboa.
| Primeira Liga | Liga de Honra                                                                                                  | 2ª Divisão                                                                                                   | 3ª Divisão               |
| --- | --- | --- | ------------------------ |
| Benfica Porto (detentor) Sporting de Braga Marítimo Sporting CP Nacional Académica de Coimbra Paços de Ferreira Rio Ave Vitória de Guimarães Olhanense | Naval Desportivo das Aves Moreirense Oliveirense Sporting da Covilhã Belenenses Penafiel Estoril Praia Leixões | Torreense Mirandela Tirsense Juventude de Évora Gondomar Ribeira Brava Lousada S. João de Ver Tondela Vizela | Alcochetense Santa Maria |

### Resultados
As partidas da quarta eliminatória foram jogados a 18, 19 e 20 de Novembro de 2011
| 18 November 2011 | Naval (LH) | 0 – 1 | Benfica (PL)  | Figueira da Foz                                                 |  |
| 20:15            |            |       | Rodrigo 82' · | Estádio: Municipal José Bento Pessoa Árbitro: Artur Soares Dias |  |

| 19 November 2011 | Moreirense (LH)                                                                                | 7 – 1 | Lousada (II) | Moreira de Cónegos                                        |  |
| 16:00            | Jérémie N'Jock 1' 5' 19' · Filipe Gonçalves 8' · Luís Pinto 48' · Nabil Ghilas 61' · Tiago 71' |       | Oseías 60'   | Estádio: Joaquim de Almeida Freitas Árbitro: André Gralha |  |

| 19 November 2011 | Académica (PL)                               | 3 – 0 | Porto (PL) | Coimbra                                          |  |
| 20:15            | Marinho 64' · Adrien 81' · Diogo Valente 89' |       |            | Estádio: Cidade de Coimbra Árbitro: Bruno Paixão |  |

| 20 November 2011 | S. João de Ver (II) | 0 – 3 | Tirsense (II)                                 | Santa Maria da Feira                                       |  |
| 14:30            |                     |       | Lio 19' · Carlos Pinto 42' · André Soares 71' | Estádio: Sp. Clube São João De Ver Árbitro: Fernando Lopes |  |

| 20 November 2011 | Mirandela (II) | 1 – 1 (pro) (5 – 4 pen.) | Gondomar (II)          | Mirandela                                      |  |
| 14:30            | Bertinho 5'    |                          | Tiago Lenho 18' (pen.) | Estádio: São Sebastião Árbitro: Albano Correia |  |

| 20 November 2011 | Alcochetense (III) | 0 – 0 (pro) (2 – 4 pen.) | Olhanense (PL) | Alcochete                                                |  |
| 14:30            |                    |                          |                | Estádio: António Almeida Correia Árbitro: Paulo Baptista |  |

| 20 November 2011 | Ribeira Brava (II) | 0 – 0 (pro) (5 – 4 pen.) | Sporting Covilhã (LH) | Ribeira Brava (Madeira)                                      |  |
| 15:00            |                    |                          |                       | Estádio: Centro Desportivo Da Madeira Árbitro: Bruno Esteves |  |

| 20 November 2011 | Leixões (LH)   | 1 – 0 | Santa Maria (III) | Matosinhos                                 |  |
| 15:00            | Luís Silva 44' |       |                   | Estádio: Estádio do Mar Árbitro: Rui Silva |  |

| 20 November 2011 | Belenenses (LH)                        | 2 – 0 | Vizela (II) | Lisboa                                             |  |
| 15:00            | Geovane Maranhão 21' · Abel Camará 89' |       |             | Estádio: Estádio do Restelo Árbitro: João Ferreira |  |

| 20 November 2011 | Estoril-Praia (LH)      | 2 – 1 (pro) | Penafiel (LH)     | Estoril                                                |  |
| 15:00            | Licá 10' · Adilson 121' |             | Manoel 31' (pen.) | Estádio: António Coimbra da Mota Árbitro: Nuno Almeida |  |

| 20 November 2011 | Juventude de Évora (II) | 0 – 1 | Marítimo (PL)    | Évora                                             |  |
| 15:00            |                         |       | Baba Diawara 53' | Estádio: Sanches de Miranda Árbitro: Duarte Gomes |  |

| 20 November 2011 | Rio Ave (PL)                          | 2 – 3 (pro) | Torreense (II)                                 | Vila do Conde                                        |  |
| 15:00            | Jeferson 69' · João Tomás 113' (pen.) |             | Rúben Gouveia 9' · Kaká 103' · João Pedro 107' | Estádio: Estádio do Rio Ave FC Árbitro: Rui Patrício |  |

| 20 November 2011 | Tondela (II) | 0 – 1 | Oliveirense (LH)   | Tondela                                     |  |
| 15:00            |              |       | Adriano 11' (pen.) | Estádio: João Cardoso Árbitro: Hugo Pacheco |  |

| 20 November 2011 | Paços de Ferreira (PL)                       | 2 – 2 (pro) (4 – 5 pen.) | Nacional (PL)                | Paços de Ferreira                            |  |
| 16:00            | Danijel Stojanović 54' (p.b) · Melgarejo 62' |                          | Luís Neto 27' · Mateus 39' · | Estádio: Mata Real Árbitro: António Ferreira |  |

| 20 November 2011 | Desportivo das Aves (LH) | 0 – 0 (pro) (3 – 2 pen.) | Vitória de Guimarães (PL) | Vila das Aves (Santo Tirso)                            |  |
| 18:00            |                          |                          |                           | Estádio: Estádio do CD das Aves Árbitro: Jorge Tavares |  |

| 20 November 2011 | Sporting CP (PL)            | 2 – 0 | Sporting de Braga (PL) | Lisboa                                      |  |
| 20:15            | Diego Capel 14' · Insúa 21' |       |                        | Estádio: José Alvalade Árbitro: Jorge Sousa |  |

## Oitavos-de-Final

### Sorteio
| Primeira Liga                                                        | Liga de Honra                                                               | II Divisão                                 |
| -------------------------------------------------------------------- | --------------------------------------------------------------------------- | ------------------------------------------ |
| Benfica Marítimo Sporting CP Nacional Académica de Coimbra Olhanense | Desportivo das Aves Moreirense Oliveirense Belenenses Estoril Praia Leixões | Torreense Mirandela Tirsense Ribeira Brava |

### Resultados
As partidas foram jogadas entre 1 e 5 de Dezembro de 2011.
| 1 de Dezembro de 2011 | Moreirense (LH)                   | 2 – 1 | Torreense (II) | Moreira de Cónegos                                                     |  |
| 16:00                 | Luís Pinto 3' · Wagner 45' (pen.) |       | Anta 71'       | Estádio: Joaquim de Almeida Freitas Público: 600 Árbitro: Vasco Santos |  |

| 2 de Dezembro de 2011 | Marítimo (PL)         | 2 – 1 | Benfica (PL)       | Funchal                                                |  |
| 20:15                 | Robert 60' · Sami 70' |       | Saviola 26' (pen.) | Estádio: Estádio dos Barreiros Árbitro: Paulo Baptista |  |

| 3 de Dezembro de 2011 | Estoril-Praia (LH)         | 2 – 2 (pro.) (2–4 pen.) | Olhanense (PL)                     | Estoril                                                |  |
| 20:15                 | Coimbra 16' · Vitória 120' |                         | Duarte 90+4' (pen.) · Yontcha 112' | Estádio: António Coimbra da Mota Árbitro: Bruno Paixão |  |

| 4 de Dezembro de 2011 | Mirandela (II) | 1 – 1 (pro.) (4–5 pen.) | Oliveirense (LH) | Mirandela              |  |
| 14:30                 | Ericson 11'    |                         | Pedrinho 69'     | Estádio: São Sebastião |  |

| 4 de Dezembro de 2011 | Desportivo das Aves (LH)       | 2 – 1 (pro.) | Ribeira Brava (II) | Vila das Aves (Santo Tirso)                             |  |
| 15:00                 | Tiago Valente 19' · Pires 103' |              | João Pedro 85'     | Estádio: Estádio do CD das Aves Árbitro: Jorge Ferreira |  |

| 4 de Dezembro de 2011 | Tirsense (II) | 0 – 0 (pro.) (3–4 pen.) | Nacional (PL) | Santo Tirso                                                                 |  |
| 15:00                 |               |                         |               | Estádio: Abel Alves de Figueiredo Árbitro: Bruno Alexandre Da Silva Esteves |  |

| 4 de Dezembro de 2011 | Leixões (LH)              | 2 – 5 (pro.) | Académica (PL)                                           | Matosinhos                                      |  |
| 19:15                 | Jumisse 39' · Tavares 66' |              | Adrien Silva 37', 98' · Fábio Luís 86', 100' · Eder 120' | Estádio: Estádio do Mar Árbitro: Marco Ferreira |  |

| 5 de Dezembro de 2011 | Sporting CP (PL)                  | 2 – 0 | Belenenses (LH) | Lisboa                 |  |
| 20:15                 | Van Wolfswinkel 50' · Schaars 66' |       |                 | Estádio: José Alvalade |  |

## Quartos de final

### Sorteio
O sorteio dos quartos de final foi realizado em Lisboa, Portugal no dia 22 de novembro de 2011, às 12:00 WET em ponto na sede da Federação Portuguesa de Futebol (FPF).
| Primeira Liga                                                | Liga de Honra                              |
| ------------------------------------------------------------ | ------------------------------------------ |
| Marítimo Sporting CP Nacional Académica de Coimbra Olhanense | Desportivo das Aves Moreirense Oliveirense |

### Resultados
Jogos realizados a 21 e 22 de dezembro de 2011.
| 21 dezembro 2011 | Académica (PL)                | 3 – 2 | Desportivo das Aves (LH)   | Coimbra                                                           |  |
| 19:00 WET        | Éder 4' · Berger 37' · Ba 76' |       | Pires 11' · Bischoff 90+1' | Estádio: Estádio Cidade de Coimbra Público: 2,310 Árbitro: Capela |  |

| 22 dezembro 2011 | Sporting CP (PL)                                      | 3 – 0 | Marítimo (PL) | Lisbon                                               |  |
| 19:00 WET        | Carrillo 49' · Van Wolfswinkel 60' (pen.) · Insúa 82' |       |               | Estádio: José Alvalade Público: 21,000 Árbitro: Dias |  |

| 22 dezembro 2011 | Oliveirense (LH)              | 2 – 1 | Olhanense (PL) | Oliveira de Azeméis                                          |  |
| 21:00 WET        | Clemente 25' · Rui Lima 45+2' |       | Cauê 11'       | Estádio: Estádio Carlos Osório Público: 2,500 Árbitro: Gomes |  |

| 23 dezembro 2011 | Moreirense (LH)                  | 2 – 2 (pro.) (5–6 pen.) | Nacional (PL)                             | Moreira de Cónegos                                 |  |
| 20:15 WET        | Espinho 50' (pen.) · Moreira 88' |                         | Claudemir 1' (pen.) · Diego Barcellos 20' | Estádio: Joaquim de Almeida Freitas Árbitro: Sousa |  |

## Meias finais

### Sorteio
O sorteio das meias finais foi realizado na sede da FPF em Lisboa, Portugal, por volta do meio-dia do dia 28 de dezembro de 2011.
| Primeira Liga                             | Liga de Honra |
| ----------------------------------------- | ------------- |
| Sporting CP Nacional Académica de Coimbra | Oliveirense   |

### Primeira mão
| 11 janeiro 2012 | Sporting CP (PL)          | 2 – 2 | Nacional (PL)               | Lisboa                                                   |  |
| 20:15           | Elias 78' · Schaars 90+6' |       | Rondón 36' · Candeias 45+2' | Estádio: José Alvalade Público: 17,881 Árbitro: Baptista |  |

| 12 janeiro 2012 | Académica (PL) | 1 – 0 | Oliveirense (LH) | Coimbra                                                            |  |
| 20:15           | Sow 90+5'      |       |                  | Estádio: Estádio Cidade de Coimbra Público: 14,357 Árbitro: Xistra |  |

### Segunda mão
| 7 fevereiro 2012 | Oliveirense (LH)                  | 2 – 2 (2 – 3 agr.) | Académica (PL)   | Oliveira de Azeméis                                                   |  |
| 20:15            | Clemente 18' · Adriano 26' (pen.) |                    | Marinho 20', 55' | Estádio: Estádio Carlos Osório Público: 5,000 Árbitro: Marco Ferreira |  |

| 8 fevereiro 2012 | Nacional (PL)      | 1 – 3 (3 – 5 agr.) | Sporting CP (PL)                                   | Funchal                                            |  |
| 20:15            | Diego Barcelos 63' | (Report)           | Rinaudo 18' · Wolfswinkel 75' · João Pereira 90+4' | Estádio: Estádio da Madeira Árbitro: Pedro Proença |  |

## Final
| 20 de maio de 2012 | Sporting CP | 0 – 1 | Académica  | Estádio Nacional, Jamor                 |
| 17:00              |             |       | Marinho 4' | Público: 38 000 Árbitro: Paulo Baptista |

## Campeão
| Taça de Portugal 2011-12       |
| ------------------------------ |
| Académica de Coimbra 2º Título |

## Melhores marcadores
| Posição | Jogador               | Clube              | Golos |
| ------- | --------------------- | ------------------ | ----- |
| 1       | Ricky van Wolfswinkel | Sporting (PL)      | 5     |
| 2       | Walter                | Porto (PL)         | 4     |
| 2       | Djão                  | Alcochetense (III) | 4     |